# Петкович, Игорь
И́гор Пе́ткович (серб. Igor Petković; род. 3 сентября 1983, Риека) — сербский футболист, играл на позиции защитника.

## Карьера
Петкович дебютировал в профессиональном футболе в 2001 году, играя за «Младост Апатин». В 18 лет Петкович подписал пятилетний контракт с киевским «Динамо». Игорь дебютировал в системе «Динамо», проведя первый тайм в матче 18-го тура первой лиги чемпионата Украины в составе «Динамо-2» против кировоградской «Звезды». В перерыве он был заменён на Лучука. Петкович выступал на привычной для себя позиции правого защитника. Однако серб не смог проявить своих лучших качеств, в большой степени из-за отсутствия игровой практики, Игорь около четырёх месяцев залечивал травму. Свой единственный матч за первую команду он провёл 23 октября 2005 года против «Кривбасса», киевляне победили с минимальным счётом. Кроме того, Петкович четыре раза сдавался в аренду, в том числе «Ворскле» и «Заре». В 2009 году он вернулся на родину, где провёл один сезон за «Срем». С 2010 года Петкович представлял чемпионат Узбекистана, где играл за «Машъал», «Алмалык» и «Нефтчи Фергана». В составе последнего клуба провёл лишь один матч 23 марта 2014 года против «Пахтакора» (поражение 1:2).